# 山下昌良
山下 昌良（やました まさよし、1961年11月29日 - ）は、日本のベーシスト。ヘヴィメタルバンド・LOUDNESS、ブラッドサーカス、元spAedのベーシスト。大阪市東住吉区出身。愛称は「マー君」「まー師匠」。

## 来歴
- 1981年、山下の幼馴染だったギタリスト高崎晃とともにLOUDNESSを結成し、同バンドのベーシストとしてデビュー。
- 1992年、自らの後任に元Xの沢田泰司を推薦し、LOUDNESSを脱退。 1992年、Love Rocks92にて、二井原実率いるDed Chapllinにゲスト出演。
- 1994年、元44MAGNUMの広瀬さとしとspAedを結成。この時はルックスを大幅に変えていた。
- 1997年、spAed解散。
- 1998年、元LOUDNESSの樋口宗孝とブラッドサーカス結成。
- 2000年、樋口と共にLOUDNESSに電撃復帰し、現在に至る。

## 人物
- 加入当時はリッケンバッカー、その後はワンショルダーのステージ衣装とフロントのピックアップを斜めに配したESPのベースとMarshallのアンプ。なお、現在はフランスの楽器メーカーの「Vigier（ヴィジェ）」のベースを主に使用している。奏法は主にピック奏法だが、近年はフィンガー・ピッキングも行う機会が増えている。Vigierのベースは自身のモデルや既製品の他に、ロジャー・グローヴァーのシグネイチャー・モデルを使っている。 高崎晃と同じく、CAT'S Factoryの山下のシグネイチャーモデル、クリーンブースター「MY-1129」を使用している。
- 無類の釣り好きで、LOUDNESS脱退後はしばらく活動していなかったため、所属事務所の社長から「あいつは音楽やめて漁師になった」といわれるほどだった。
- 阪神タイガースのファン。
- LOUDNESSやspAedの活動以外では、女性歌手のレコーディング参加や、二井原実、B'zの松本孝弘のソロライブに参加している。

## 書籍
- ロック・ベース 山下昌良のハード・ロック・ベース講座（1986年 シンコー・ミュージック）
- 重音 HEAVY GROOVE 山下昌良自伝（2022年リットーミュージック刊）